# American Express
Die American Express Company (NYSE: AXP), abgekürzt oft Amex, AmEx, AX oder Amexco, ist ein US-amerikanischer weltweiter Anbieter von Finanzdienstleistungen. Der Firmensitz befindet sich im Wolkenkratzer 200 Vesey Street im Bürokomplex Brookfield Place in New York City. Die Produktpalette umfasst im Wesentlichen Kreditkarten. Zudem bietet das Unternehmen Bank- und Investmentdienstleistungen sowie Versicherungen an. Die von American Express ausgegebene Kreditkarte wird international auch als „Amex Card“ bezeichnet.
In den Forbes Global 2000 der größten börsennotierten Unternehmen belegt American Express Platz 119 (Stand: Geschäftsjahr 2017). Das Unternehmen kam Mitte 2018 auf einen Börsenwert von über 87 Milliarden US-Dollar.
American Express nimmt laut dem Marktforschungsinstitut Millward Brown 2017 beim Markenwert mit 24 Milliarden US-Dollar Platz 36 der wertvollsten Marken der Welt ein. Die Konkurrenzmarke Mastercard liegt mit 50 Milliarden US-Dollar auf Platz 20. Die Marke Visa wird 2017 auf Rang 7 geführt. (Siehe: Liste der wertvollsten Marken)

## Geschichte

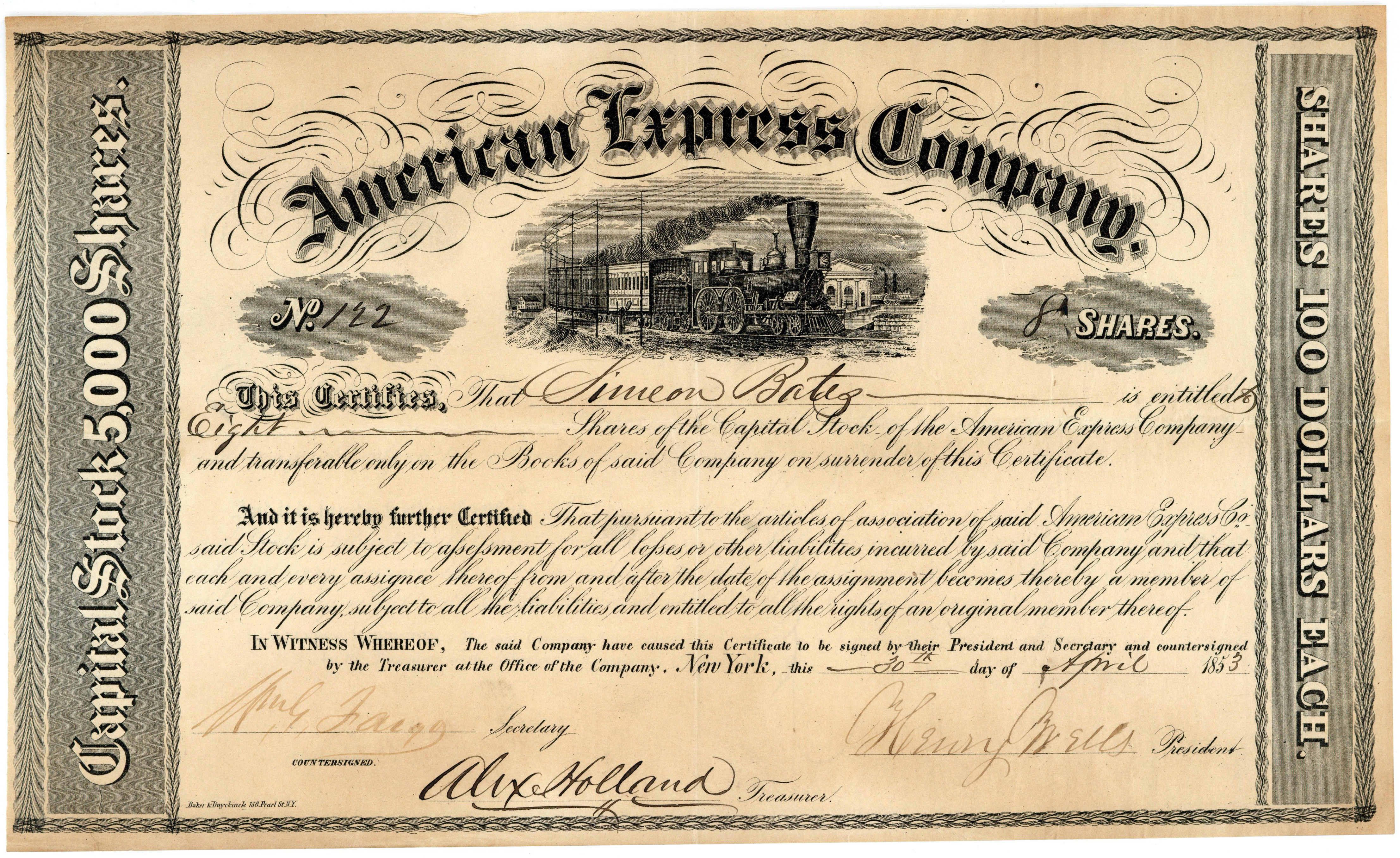
Aktie der American Express Company, ausgestellt am 30. April 1853, im Original unterschrieben von Henry Wells als Präsident und von William C. Fargo als Sekretär. Gründungsemission: Das Grundkapital von 500.000 US-Dollar war eingeteilt in 5.000 shares à 100 US-Dollar.

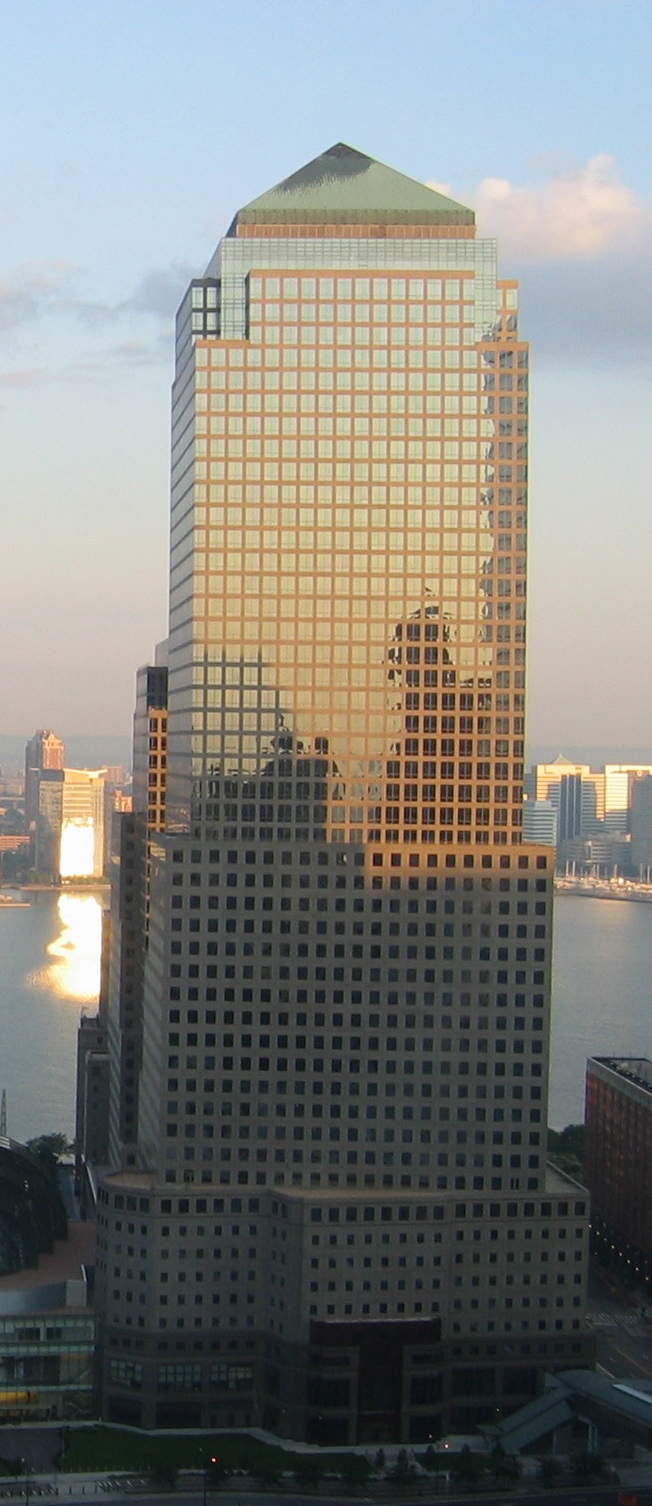
Firmensitz 200 Vesey Street, New York

1850 wurde American Express von Henry Wells, William George Fargo und John Warren Butterfield gegründet. (Wells und Fargo gründeten auch den heutigen Weltkonzern Wells Fargo.) Zu Beginn gehörte die Firma zu den ersten und erfolgreichsten Eilzustelldiensten, die während der schnellen, nach Westen gerichteten Expansion der Vereinigten Staaten entstanden. Eine staatliche Postzustellung war zu der Zeit nicht vorhanden oder sehr kostspielig. Die Speditionsgesellschaften dienten als „Rettungsleine“ der wachsenden Nation. Expresskuriere, gewöhnlich auf Pferden oder mit Postkutschen unterwegs, überquerten den Kontinent von den östlichen Städten zur westlichen Grenze, um Korrespondenz, Pakete, Fracht, Gold oder andere Sendungen zu transportieren. American Express machte sich dabei einen guten Namen. Auch Tochterunternehmen wurden gegründet, so 1870 in Winfield (Kansas) die Southwestern Stage Company. Obgleich American Express anfangs keine Finanzdienstleistungen anbot, gehörten zu ihren Kunden alle großen Banken. Bald war klar, dass das Transportieren von Aktienzertifikaten, Währungen und anderen Bankgütern rentabler war als das Transportieren von größerer Fracht. 1882 nahm American Express, als Konkurrent der US-amerikanischen Post, Postanweisungen in seine Dienstleistungspalette auf. 1890 gab Amex die ersten Reiseschecks aus. Am 5. August 1891 wurde der weltweit erste American Express Travellers Cheque im Hotel Hauffe in Leipzig ausbezahlt. Eingelöst wurde er von William C. Fargo, dem Neffen von William G. Fargo, einem der drei Gründer der Firma.
Anfang 2008 wurde die American Express Bank Ltd. (AEB) von der American Express Co. (AXP) für 823 Millionen US-Dollar an Standard Chartered PLC verkauft. Die in Frankfurt am Main ansässige American Express Bank GmbH ist seit dem 1. Juni 2008 eine hundertprozentige Tochtergesellschaft der Standard Chartered PLC und hat am 22. August 2008 ihren Firmennamen in Standard Chartered Bank (Germany) GmbH geändert.
AMEX Co. beantragte 2008 die Genehmigung der Federal Reserve, das Unternehmen in eine Bank umzuwandeln, um Subventionen aus dem staatlichen US-Bankenhilfsprogramm zu erhalten. Dem stimmte die Federal Reserve zu.
Swisscard – AECS AG ist ein Joint Venture von American Express und Credit Suisse.

## Geschäftsentwicklung
American Express meldete im ersten Quartal 2009 einen Gewinneinbruch in Höhe von 63 Prozent. Das Unternehmen hatte zuvor bereits sechs Quartale in Folge einen Gewinnrückgang verbucht. American Express litt stark unter den Auswirkungen der Finanzkrise ab 2007, wie hohe Arbeitslosigkeit und Kreditausfälle. Aufgrund der schlechten Finanzsituation hat American Express Geld zur Unterstützung aus dem US-Rettungspaket (Emergency Economic Stabilization Act) in Höhe von dreieinhalb Milliarden US-Dollar beantragt.
| GJ   | Angestellte | Umsatz in Mio. US-$ | Bilanzgewinn in Mio. US-$ |
| ---- | ----------- | ------------------- | ------------------------- |
| 2005 | 65.800      | 24.404              | 3.734                     |
| 2006 | 65.400      | 27.692              | 3.707                     |
| 2007 | 67.700      | 31.540              | 3.986                     |
| 2008 | 66.000      | 31.920              | 2.684                     |
| 2009 | 58.000      | 26.543              | 2.130                     |
| 2010 | 61.000      | 30.005              | 4.006                     |
| 2011 | 62.000      | 32.282              | 4.877                     |
| 2012 | 64.000      | 33.781              | 4.433                     |
| 2013 | 62.800      | 34.828              | 5.312                     |
| 2014 | 54.000      | 35.895              | 5.839                     |
| 2015 | 54.800      | 34.441              | 5.063                     |
| 2016 | 56.400      | 37.143              | 5.252                     |
| 2017 | 55.000      | 38.990              | 2.646                     |
| 2018 | 59.000      | 43.281              | 6.787                     |
| 2019 | 64.500      | 47.020              | 6.631                     |
| 2020 | 63.700      | 38.185              | 3.036                     |
| 2021 | 64.000      | 43.663              | 7.917                     |

## Produkte
Einige Karten werden bestimmten Kunden selektiv angeboten. Für den Erhalt einer (schwarzen) American Express Centurion Card muss zunächst über Jahre hinweg ein hoher sechsstelliger Jahresumsatz über eine andere American-Express-Karte generiert werden. Erst danach lädt American Express den Kunden zur entsprechenden Karte ein. Inhaber dieser Karte genießen eine besondere Betreuung durch einen persönlichen Ansprechpartner, den sogenannten „Centurion Relationship Manager“. Die Jahresgebühr für eine Centurion Card beträgt in Deutschland 5000 Euro, in Frankreich 2000 Euro, im Vereinigten Königreich 2200 Pfund und in der Schweiz 4200 Schweizer Franken. In den Vereinigten Staaten beträgt die Jahresgebühr 5000 US-Dollar. Hinzu kommt in Deutschland eine einmalige Aufnahmegebühr von 5000 Euro. Die Hauptkarte eines Centurion-Card-Kartenkontos wird in manchen Ländern aus Titan handgefertigt. American Express bietet für den deutschen Markt Kreditkarten als Charge Cards an, was bedeutet, dass alle Umsätze des Vormonats monatlich abgerechnet werden.
Haftungsrisiken beinhaltet die American Express Business Card, mit der Angestellte eines Unternehmens Geschäftsausgaben tätigen können. Die Abrechnung dieser Ausgaben erfolgt im Regelfall unmittelbar gegenüber dem Unternehmen. Bei Zahlungsunfähigkeit des Unternehmens beruft sich American Express jedoch auf eine Klausel des Kreditkartenvertrages, wonach der Angestellte durch Mitunterzeichnung des Kreditkartenantrags die persönliche Haftung für die Geschäftsausgaben übernommen hat. Verschiedene Gerichte haben diese Haftungsübernahmeklausel als unwirksam angesehen.
In Europa werden American-Express-Karten im Einzelhandel seltener akzeptiert als Mastercard oder Visa. Als Grund dafür werden die bei American-Express-Karten höheren Kosten für das annehmende Unternehmen genannt.
Einer langjährigen Unternehmenstradition folgend, ist auf den in der englischsprachigen American-Express-Werbung abgebildeten Kreditkarten zumeist ein gewisser Charles F. Frost (oder abgekürzt „C F Frost“) als Karteninhaber aufgedruckt. Der Name stammt von einem Mitarbeiter einer Werbeagentur, der in den 1960er-Jahren tatsächlich mit Anzeigenkampagnen für das Unternehmen befasst war.

## Situation in Deutschland

### Produkte in Deutschland

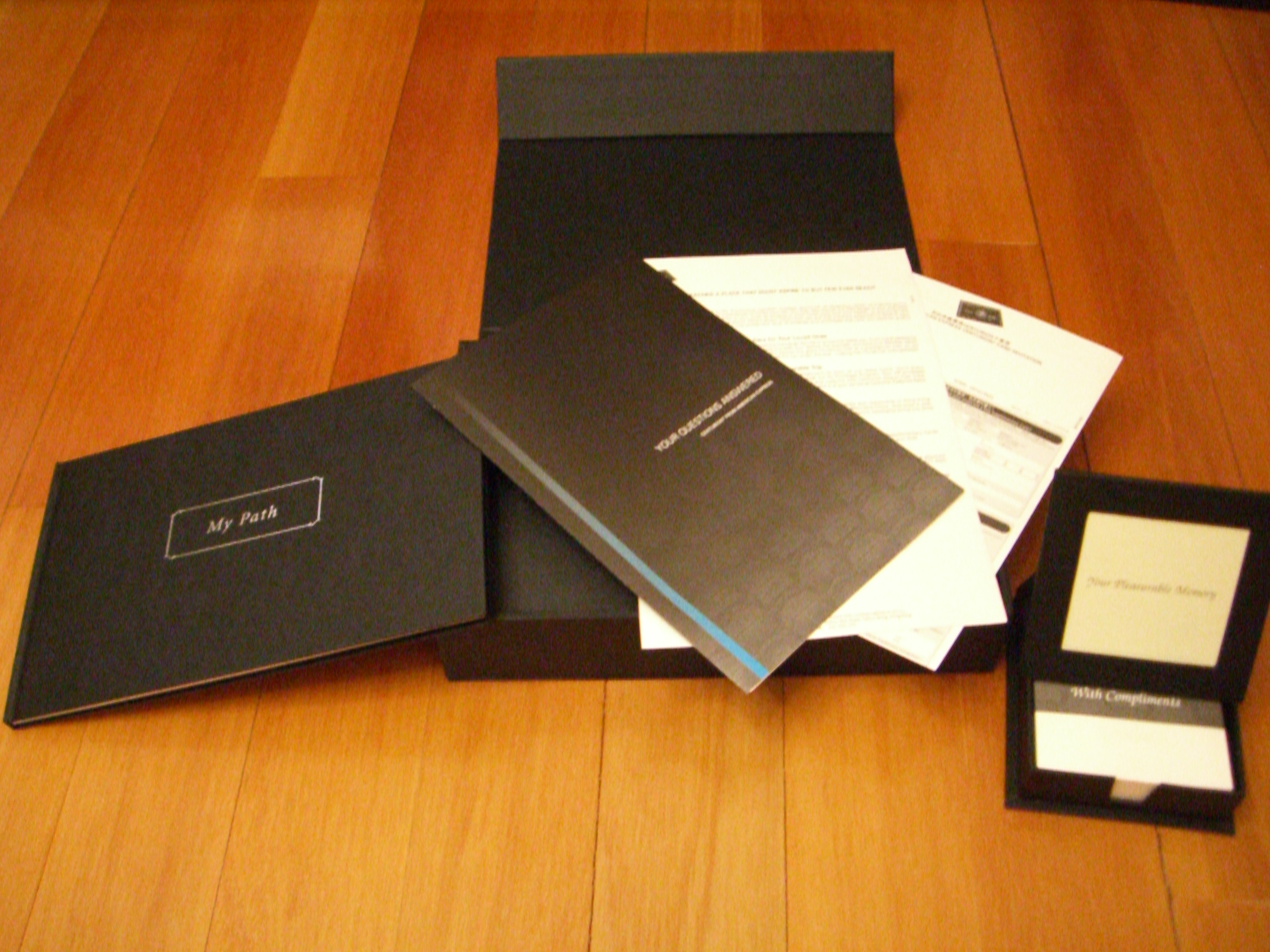
Einladung für die Centurion Card

Im deutschen Markt ist American Express Herausgeber folgender Kartenprodukte:

### Privat
- American Express Blue Card
- American Express Card
- American Express Aurum Card (nur Österreich, in Deutschland seit 2009 keine Neuausstellung mehr)
- American Express Gold Card
- American Express Platinum Card
- American Express Centurion Card („Schwarze“ oder „Black Card“ genannt)

### Business Cards
- American Express Business Green Card
- American Express Business Gold Card
- American Express Business Platinum Card

### Corporate Cards
- American Express Corporate Card
- American Express Corporate Gold Card
- American Express Corporate Platinum Card
- American Express Corporate Meeting Card
- American Express Corporate Purchasing Card

### Co-Branding
- Commerzbank American Express Gold Card
- Commerzbank American Express Platinum Card
- Deutsche Bank American Express Corporate Card
- Payback American Express Karte (nur in Deutschland und Italien)
- Sixt American Express Card
- Sixt American Express Gold Card
- BMW Card von American Express
- BMW Premium Card Carbon
- dm Payback American Express Karte

### Membership Rewards
In Deutschland bietet American Express seinen Kunden das Bonusprogramm Membership Rewards (MR) an, was bedeutet, dass Kreditkartenbesitzer, die daran teilnehmen, über den Einsatz ihrer Kreditkarte Punkte sammeln können. Dieses ist bei manchen Karten im Preis enthalten, während es bei anderen Karten gegen einen jährlichen Aufpreis von 30 Euro gebucht werden kann. Im Membership-Rewards-Programm werden pro Euro Umsatz ein oder bei der Compact-Variante ein halber Punkt gutgeschrieben. Bonuspunkte verfallen nicht. Zeitweise werden Sonderaktionen mit Extrapunkten angeboten, z. B. bei Erreichen eines vorgegebenen Umsatzes bei bestimmten Vertragspartnern (Geschäften) oder in der Vorweihnachtszeit. Extrapunkte werden auch beim Kunden-werben-Kunden-Programm gewährt, wenn ein American-Express-Kunde einen Neukunden erfolgreich geworben hat (Antrag auf Ausstellung einer American-Express-Karte über einen personalisierten Link). Dabei erhalten sowohl der Werber als auch der geworbene Neukunde Extrapunkte. Die Anzahl der Extrapunkte ist abhängig von der Karte, die der Werber dem Geworbenen per personalisierten Link empfohlen hat bzw. die der Geworbene tatsächlich über diesen Link beantragt. Bei zeitlich begrenzten Sonderaktionen innerhalb des Kunden-werben-Kunden-Programms werden mehr als die grundsätzlichen Punkte angeboten. Ein Punkt entspricht 0,004 Euro.
Zum Einlösen einer Prämie noch fehlende Punkte konnten bis 2009 gegen 0,02 Euro pro Punkt hinzugekauft werden, inzwischen ist dies wegen rechtlicher Bedenken nicht mehr möglich. Ob bei der Versteuerung eines etwaigen geldwerten Vorteils ebenfalls diese 0,02 Euro als Berechnungsgrundlage dienen können, ist eher strittig, da der Gegenwert eines Punktes z. B. bei Zahlung von Einkäufen bei Peek & Cloppenburg bzw. Anson’s (s. o.) gerade einmal 0,00571 Euro entspricht. Auch die Kaufkraft eines Punktes bei einem Großteil der übrigen Prämien liegt in einem ähnlichen Wertebereich. Ohnehin wird laut den allgemeinen Geschäftsbedingungen von American Express zumindest bei den Business-Karten bereits eine pauschale Steuer im Hinblick auf die MR-Punkte erhoben. Weiterhin ist bei vielen Prämien eine Zuzahlung möglich, wenn der betreffende Punktestand noch nicht erreicht wurde.
Das American-Express-Tochterunternehmen Loyalty Partner wickelt über Tochterfirmen die Bonusprogramme Payback, BahnBonus und Miles & More ab.

### Membership Rewards Turbo
Mit dem Membership Rewards Turbo ist es bei einigen Karten gegen einen Aufpreis möglich, zusätzlich zu jedem gesammelten Punkt weitere 0,5 Punkte zu erwerben (begrenzt auf 20.000 zusätzliche Bonuspunkte pro Jahr). Die Kosten liegen hier bei 15 Euro jährlich. Von Anfang Januar 2005 bis Ende Januar 2007 war in Deutschland auch das sogenannte „Maximizer-Programm“ kostenfrei buchbar (Punkte: ab 1.000 Euro Jahresumsatz 1,25-fach, ab 5.000 Euro 1,5-fach und ab 15.000 Euro doppelt) und konnte auch mit dem o. g. „Turbo-Programm“ kombiniert werden. Die Möglichkeit, das Turbo-Programm gegen Aufpreis zuzubuchen, bestand ursprünglich für alle Kartentypen, wurde zwischenzeitlich aber eingeschränkt. So ist das Buchen des Turbo-Programms z. B. bei der BMW American Express Card nicht mehr möglich.
Die gesammelten Bonuspunkte können aus einem Angebot von über 400 Prämien eingelöst oder zu anderen Bonusprogrammen (z. B. von Fluggesellschaften) transferiert werden. Hier kann ein Gegenwert von mehr als 5 Cent pro Membership-Rewards-Punkt erzielt werden. Auch ein Transfer zu Payback im Verhältnis 3:1 ist möglich.

## Eigentümerstruktur
Seit 2017 ist American Express hauptsächlich im Besitz von institutionellen Anlegern (Berkshire Hathaway, The Vanguard Group, BlackRock, State Street Corporation und andere).